# Urs Aeberhard
Urs Aeberhard (Hausen, 18 de febrero de 1971) es un deportista suizo que compitió en bobsleigh en las modalidades doble y cuádruple.
Ganó tres medallas en el Campeonato Mundial de Bobsleigh, en los años 2000 y 2001, y dos medallas en el Campeonato Europeo de Bobsleigh, plata en 1999 y bronce en 2003. Participó en los Juegos Olímpicos de Salt Lake City 2002, ocupando el sexto lugar en la prueba cuádruple.

## Palmarés internacional
| Campeonato Mundial | Campeonato Mundial    | Campeonato Mundial | Campeonato Mundial |
| Año                | Lugar                 | Medalla            | Prueba             |
| ------------------ | --------------------- | ------------------ | ------------------ |
| 2000               | Altenberg (Alemania)  | Medalla de bronce  | Doble              |
| 2000               | Altenberg (Alemania)  | Medalla de bronce  | Cuádruple          |
| 2001               | Sankt Moritz (Suiza)  | Medalla de bronce  | Cuádruple          |
| Campeonato Europeo |                       |                    |                    |
| Año                | Lugar                 | Medalla            | Prueba             |
| 1999               | Winterberg (Alemania) | Medalla de plata   | Doble              |
| 2003               | Winterberg (Alemania) | Medalla de bronce  | Cuádruple          |